# Billy McClure
William James S. M. McClure (Liverpool, 4 de janeiro de 1958) é um ex-futebolista inglês naturalizado neozelandês, que atuava como meia-atacante.

## Carreira
Billy McClure fez parte do elenco da histórica Seleção Neozelandesa de Futebol da Copa do Mundo de 1982. 